# Мингазова-Шамгунова, Гульсум Мифтаховна
Гульсум Мифтаховна Мингазова-Шамгунова (тат. Минһажева; 1934—2012) — советская работница сельского хозяйства, доярка колхоза имени Тукая, Герой Социалистического Труда.

## Биография
Родилась 30 ноября 1934 года в деревне Якты Тау Черемшанского района Татарской АССР. В возрасте полутора лет осталась без отца.
Во время Великой Отечественной войны их семью переселили в колхозную избу при ферме. На ферме, после окончания четырех классов, Гульсум стала помогать матери ухаживать за ягнятами. После войны, в 1952 году, ей предложили работать на свиноферме. А в 1957 году по рекомендации комсомола была направлена на молочнотоварную ферму, где уже в 1958 году надой от каждой закрепленной за Гульсум коровы составил в среднем 3529 кг молока. За этот небывалый для района показатель она была награждена Почётной грамотой Президиума Верховного Совета Татарской АССР. В следующем году доярка перешагнула рубеж в 4000 килограммов, её примеру последовали остальные работницы. На их ферме проводились районные семинары, где Гульсум делилась секретами своего мастерства.
Наряду с производственной, Гульсум Мифтаховна занималась общественной деятельностью — избиралась депутатом Верховного Совета Татарской АССР в 1959—1963 годах.
В 1967 году она переехала в Бугульминский район республики. Там тоже работала животноводом в совхозе «Подлесный». Находилась на пенсии, проживала в Бугульме. Умерла 21 марта 2012 года. С мужем они вырастили и воспитали четверых детей.

## Награды
- В 1960 году Г. М. Мингазовой-Шамгуновой было присвоено звание Героя Социалистического Труда с вручением ордена Ленина.
- Также была награждена медалями.